# سينارة داكنة
سينارة داكنة (الاسم العلمي: Cinara obscura) هي نوع من الحشرات تتبع جنس السينارة من فصيلة المنية.